# Serie A 1948 (hockey su pista)
La Divisione Nazionale 1948 è stata la 25ª edizione del torneo di primo livello del campionato italiano di hockey su pista. Esso è stato organizzato dalla Federazione Italiana Hockey e Pattinaggio.
Il torneo fu vinto dall'Edera Trieste per la 1ª volta nella sua storia.

## Avvenimenti
Il torneo del 1948 vide al via undici club. La formula fu quella consolidata per l'epoca, cioè una prima fase a gironi e una fase finale. Dopo la prima parte della competizione si qualificarono alla fase finale l'Edera Trieste, la Triestina, il Novara, il Monza, la Corniglianese e il Mirabello. L'Edera Trieste vinse la fase finale per il titolo laureandosi per la prima volta nella sua storia campione d'Italia.

## Squadre partecipanti
| Club                 | Stagione | Città         | Stagione precedente         |
| -------------------- | -------- | ------------- | --------------------------- |
| Aeronautica Militare |          | Roma          | n.a.                        |
| ASSI Firenze         | dettagli | Firenze       | 8ª in Serie A               |
| Corniglianese        | dettagli | Genova        | 4ª in Serie A               |
| DLF Trieste          | dettagli | Trieste       | n.a.                        |
| Edera Trieste        | dettagli | Trieste       | 2ª in Serie A               |
| Marzotto Valdagno    | dettagli | Valdagno (VI) | n.a.                        |
| Milan                | dettagli | Milano        | 6ª in Serie A               |
| Mirabello            | dettagli | Monza (MI)    | 7º in Serie A               |
| Monza                | dettagli | Monza (MI)    | 3º in Serie A               |
| Novara               | dettagli | Novara        | Campione d'Italia in carica |
| Triestina            | dettagli | Trieste       | 5ª in Serie A               |

## Prima fase

### Girone A

#### Classifica finale
|  | Pos. | Squadra              | Pt | G | V | N | P | GF | GS | DR |
|  | ---- | -------------------- | -- | - | - | - | - | -- | -- | -- |
|  | 1.   | Monza                | 8  | 4 | 4 | 0 | 0 |    |    |    |
|  | 2.   | Corniglianese        | 5  | 4 | 2 | 1 | 1 |    |    |    |
|  | 3.   | Triestina            | 4  | 4 | 2 | 0 | 2 |    |    |    |
|  | 4.   | Aeronautica Militare | 3  | 4 | 1 | 1 | 2 |    |    |    |
|  | 5.   | ASSI Firenze         | 0  | 4 | 0 | 0 | 4 |    |    |    |

Legenda:
      Va al girone di finale.
Note:
Due punti a vittoria, uno a pareggio, zero a sconfitta.
In caso di arrivo di due o più squadre a pari punti, la graduatoria finale verrà stilata secondo il quoziente reti.

### Girone B

#### Classifica finale
|  | Pos. | Squadra           | Pt | G | V | N | P | GF | GS | DR |
|  | ---- | ----------------- | -- | - | - | - | - | -- | -- | -- |
|  | 1.   | Edera Trieste     | 8  | 4 | 4 | 0 | 0 |    |    |    |
|  | 2.   | Mirabello         | 5  | 4 | 2 | 1 | 1 |    |    |    |
|  | 3.   | Marzotto Valdagno | 4  | 4 | 2 | 0 | 2 |    |    |    |
|  | 4.   | Milan             | 3  | 4 | 1 | 1 | 2 |    |    |    |
|  | 5.   | DLF Trieste       | 0  | 4 | 0 | 0 | 4 |    |    |    |

Legenda:
      Va al girone di finale.
Note:
Due punti a vittoria, uno a pareggio, zero a sconfitta.
In caso di arrivo di due o più squadre a pari punti, la graduatoria finale verrà stilata secondo il quoziente reti.

### Spareggio terze classificate
| Squadra 1 | Squadra 2         | Risultato         |
| --------- | ----------------- | ----------------- |
| Triestina | Marzotto Valdagno | Udine, ?? ?? 1948 |
| Triestina | Marzotto Valdagno | 12 - 4            |

## Girone finale

### Classifica finale
|  | Pos. | Squadra       | Pt | G  | V | N | P | GF | GS | DR |
|  | ---- | ------------- | -- | -- | - | - | - | -- | -- | -- |
|  | 1.   | Edera Trieste | 17 | 10 |   |   |   |    |    |    |
|  | 2.   | Triestina     | 13 | 10 |   |   |   |    |    |    |
|  | 3.   | Novara        | 10 | 10 |   |   |   |    |    |    |
|  | 4.   | Monza         | 10 | 10 |   |   |   |    |    |    |
|  | 5.   | Corniglianese | 7  | 10 |   |   |   |    |    |    |
|  | 6.   | Mirabello     | 3  | 10 |   |   |   |    |    |    |

Legenda:
      Campione d'Italia.
Note:
Due punti a vittoria, uno a pareggio, zero a sconfitta.
In caso di arrivo di due o più squadre a pari punti, la graduatoria finale verrà stilata secondo il quoziente reti.

#### Risultati

##### Calendario
| Andata (1ª) | Andata (1ª) | Prima giornata          | Ritorno (6ª) | Ritorno (6ª) |
|             |             |                         |              |              |
| 6 giu.      | 6-3         | Mirabello-Corniglianese | 3-3          | 25 lug.      |
| 6 giu.      | 4-3         | Monza-Novara            | 5-4          | 25 lug.      |
| 6 giu.      | 2-2         | Triestina-Edera         | -            | 25 lug.      |

| Andata (2ª) | Andata (2ª) | Seconda giornata     | Ritorno (7ª) | Ritorno (7ª) |
|             |             |                      |              |              |
| 13 giu.     | 2-1         | Corniglianese-Novara | 5-8          | 1º ago.      |
| 13 giu.     | 7-4         | Edera-Mirabello      | 5-3          | 1º ago.      |
| 13 giu.     | 3-2         | Monza-Triestina      | 8-4          | 1º ago.      |

| Andata (3ª) | Andata (3ª) | Terza giornata          | Ritorno (8ª) | Ritorno (8ª) |
|             |             |                         |              |              |
| 20 giu.     | 9-4         | Edera-Monza             | 8-4          | 8 ago.       |
| 20 giu.     | 12-3        | Novara-Mirabello        | -            | 8 ago.       |
| 20 giu.     | 4-2         | Triestina-Corniglianese | 8-3          | 8 ago.       |

| Andata (4ª) | Andata (4ª) | Quarta giornata     | Ritorno (9ª) | Ritorno (9ª) |
|             |             |                     |              |              |
| 4 lug.      | 5-6         | Monza-Corniglianese | 4-7          | 15 ago.      |
| 4 lug.      | 5-4         | Novara-Edera        | -            | 15 ago.      |
| 4 lug.      | 14-5        | Triestina-Mirabello | -            | 15 ago.      |

| \| Andata (5ª) \| Andata (5ª) \| Quinta giornata \| Ritorno (10ª) \| Ritorno (10ª) \| \| \| \| \| \| \| \| 11 lug. \| 3-8 \| Corniglianese-Edera \| - \| 22 ago. \| \| 11 lug. \| 8-0 \| Monza-Mirabello \| 6-4 \| 22 ago. \| \| 11 lug. \| 6-1 \| Triestina-Novara \| - \| 22 ago. \| |             |                     |               |               |
| Andata (5ª) | Andata (5ª) | Quinta giornata     | Ritorno (10ª) | Ritorno (10ª) |
| |             |                     |               |               |
| 11 lug. | 3-8         | Corniglianese-Edera | -             | 22 ago.       |
| 11 lug. | 8-0         | Monza-Mirabello     | 6-4           | 22 ago.       |
| 11 lug. | 6-1         | Triestina-Novara    | -             | 22 ago.       |

## Verdetti
| Verdetto               | Club                      |
| ---------------------- | ------------------------- |
| Campione d'Italia 1948 | Edera Trieste (1º titolo) |

### Squadra campione
| N° | Naz.                      | Ruolo | Sportivo       | Anno | Alt. | Peso |
| -- | ------------------------- | ----- | -------------- | ---- | ---- | ---- |
|    | Italia (bandiera)         | P     | Romano Tamaro  | 1920 |      |      |
|    | Italia (bandiera)         | E     | Luigi Gallina  |      |      |      |
|    | Italia (bandiera)         | E     | Mario Maritati |      |      |      |
|    | Italia (bandiera)         | E     | Giovanni Poser | 1917 |      |      |
|    | Italia (bandiera)         | E     | Lucio Torre    | 1922 |      |      |
|    | Italia (bandiera)         | E     | Abilio Zennaro |      |      |      |
|    | non conosciuta (bandiera) | All.  |                |      |      |      |